# 聖烏蘇拉
聖烏蘇拉（Saint Ursula）是天主教的一位聖人。根據蒙茅斯的傑佛瑞所著的不列顛諸王史，她是康沃爾國王Dionotus的女兒，並且被嫁給布列塔尼總督康南·梅里亞德。傳說她與一萬一千名侍女一同出航，在正式婚禮之前她決定先前往歐洲各地朝聖。到了科隆時，他們被攻來的匈人軍隊包圍，烏蘇拉與一萬一千名侍女一同殉道。她的瞻禮日為10月21日。位在加勒比海的維京群島（西班牙文：Islas Vírgenes，處女之地）即以她命名。